# ألبرت كاردوزو
ألبرت كاردوزو (بالإنجليزية: Albert Cardozo)‏ هو محامي وقاضي أمريكي، ولد في 21 ديسمبر 1828 في فيلادلفيا في الولايات المتحدة، وتوفي في 8 نوفمبر 1885 في نيويورك في الولايات المتحدة.